# 혹멧돼지속
혹멧돼지속(Phacochoerus)은 멧돼지과의 한 속이다. 사하라 이남 아프리카에 분포한다. 이 속에 속한 두 종은 예전에는 Phacochoerus aethiopicus로 불리었다. 하지만 최근에는 이 이름은 사막혹멧돼지에만 붙고, 일반적인 혹멧돼지는 Phacochoerus africanus로 불린다.

## 하위 종
- 혹멧돼지 (P. africanus)
- 사막혹멧돼지 (P. aethiopicus)